# Stefano Germanò
Stefano Germanò (Castroreale, 9 settembre 1917 – 18 febbraio 1999) è stato un politico italiano.

## Biografia
Esponente del Partito Liberale Italiano, consigliere comunale e sindaco di Rodì Milici. Nel 1963 è candidato al Senato della Repubblica; non risulta eletto ma subentra a Palazzo Madama nel dicembre 1967 dopo le dimissioni del collega Vincenzo Trimarchi. Viene rieletto alle elezioni politiche del 1968, rimanendo in carica fino al 1972. Ricandidato alle elezioni di tale anno, non viene eletto, ma subentra nel giugno 1975, dopo il decesso del collega Francesco Arena, restando in carica fino al 1976. 
Morì il 18 febbraio 1999 all'età di 81 anni.